# Цар лъв (мюзикъл)
Цар лъв (на английски: The Lion King) е сценичен мюзикъл на „Дисни“ с музика от Елтън Джон, текст от Тим Райс и либрето от Роджър Алърс и Айрин Меки, с допълнителна музика и текстове от Лебо Ем, Марк Манчина, Джей Рифкин, Джули Теймор и Ханс Цимер. Адаптация е на едноименния анимационен филм от 1994 г. на „Уолт Дисни Пикчърс“ със сценарий от Айрин Меки, Джонатан Робъртс и Линда Улвъртън. Режисиран от Теймор, мюзикълът включва актьори в животински костюми, както и гигантски кукли. Шоуто е продуцирано от „Дисни Театрикал Прадакшънс“.
Мюзикълът дебютира на 8 юли 1997 г. в Театър „Орфей“, Минеаполис, Минесота, пожънва незабавен успех преди премиерата си на Бродуей в „Ню Амстердам Тиатър“ на 15 октомври 1997 г. С повече от 8500 представяния това е третото най-продължително представление на Бродуей в историята и най-касовата продукция на Бродуей за всички времена, печелейки повече от 1,9 милиарда щатски долара.

## История
Мюзикълът дебютира на 8 юли 1997 г. в театър „Орфей“, Минеаполис, Минесота, и жъне успех преди премиерата си на Бродуей в „Ню Амстердам Тиътър“ на 15 октомври 1997 г., в предварителни прожекции, с официалното откриване на 13 ноември 1997 г. Това е третото най-продължително представление на Бродуей в историята и събириа повече от 1,9 милиарда щатски долара, което го прави най-печелившата продукция на Бродуей за всички времена. Над 112 милиона души по света са гледали мюзикъла и той печели множество награди и отличия, включително шест награди „Тони“, една за най-добър мюзикъл и за най-добра режисура на мюзикъл, което прави режисьорката Джули Теймор първата жена, спечелила такава признание.
През септември 2014 г. Цар лъв става най-печелившото заглавие в историята на боксофиса както за сценични произведения, така и за филми, надминавайки рекорда, държан преди това от Фантомът от Операта. Мюзикълът печели повече от 8 милиарда щатски долара в световен мащаб.
От 12 март 2020 г. мюзикълът е спрян на Бродуей поради пандемията от коронавирус. Цар лъв подновява представленията на Бродуей на 14 септември 2021 г. През седмицата, приключваща на 1 януари 2023 г., Цар лъв постига най-високите седмични приходи в историята на Бродуей с 4,3 милиона щатски долара.